# Джексон (Джорджія)
Джексон (англ. Jackson) — місто (англ. city) в США, в окрузі Баттс штату Джорджія. Населення — 5557 осіб (2020).

## Географія
Джексон розташований за координатами 33°17′25″ пн. ш. 83°58′5″ зх. д. / 33.29028° пн. ш. 83.96806° зх. д. (33.290355, -83.968077).  За даними Бюро перепису населення США в 2010 році місто мало площу 16,21 км², з яких 16,13 км² — суходіл та 0,08 км² — водойми.

## Демографія
Згідно з переписом 2010 року, у місті мешкало 5045 осіб у 1857 домогосподарствах у складі 1224 родин. Густота населення становила 311 особа/км².  Було 2185 помешкань (135/км²).
Расовий склад населення:
| - 55,3 % — білих - 40,9 % — чорних або афроамериканців - 0,5 % — азіатів - 0,2 % — корінних американців - 1,0 % — осіб інших рас |

До двох чи більше рас належало 2,1 %. Частка іспаномовних становила 2,9 % від усіх жителів.
За віковим діапазоном населення розподілялося таким чином: 24,1 % — особи молодші 18 років, 57,9 % — особи у віці 18—64 років, 18,0 % — особи у віці 65 років та старші. Медіана віку мешканця становила 37,3 року. На 100 осіб жіночої статі у місті припадало 81,3 чоловіків;  на 100 жінок у віці від 18 років та старших — 79,0 чоловіків також старших 18 років.
Середній дохід на одне домашнє господарство  становив 45 590 доларів США (медіана — 34 846), а середній дохід на одну сім'ю — 57 821 долар (медіана — 45 343). Медіана доходів становила 36 250 доларів для чоловіків та 31 733 долари для жінок. За межею бідності перебувало 22,8 % осіб, у тому числі 27,1 % дітей у віці до 18 років та 17,2 % осіб у віці 65 років та старших.
Цивільне працевлаштоване населення становило 1862 особи. Основні галузі зайнятості: освіта, охорона здоров'я та соціальна допомога — 22,4 %, виробництво — 13,3 %, оптова торгівля — 10,4 %, мистецтво, розваги та відпочинок — 9,0 %.